# 가이우스 플라미니우스

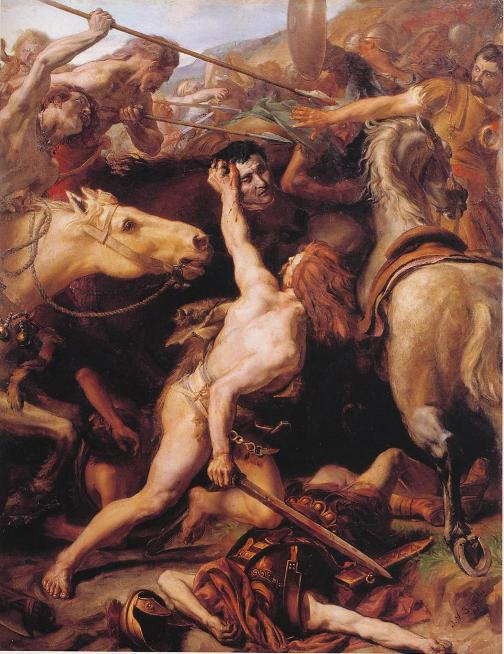

가이우스 플라미니우스 네포스(Gaius Flaminius Nepos, 기원전 217년 사망)은 로마 공화국의 정치가이자 군인이었다. 제2차 포에니 전쟁 중 트라시메노 호수의 전투에서 한니발군에 맞서 싸우다가 전사했다.
태어난 해는 분명치 않으나 기원전 232년에 호민관에 선출되어 그 후 원로원에 진출했다. 기원전 227년에는 시칠리아의 속주총독을 지냈고 기원전 223년에는 첫 번째로 집정관에 선출되었다. 그는 평민 계급의 옹호자로 토지의 분할과 재조직에 평민의 입장을 많이 대변했고 국유지 임대의 상한전을 125핵타르로 제한하고 원로원 의원이 해외통상에 종사하는 것을 금지하는 법을 통과시켰다. 또한 기원전 220년에는 로마와 아리미눔(지금의 리미니)을 연결하는 플라미니아 가도를 건설했다.
기원전 217년 한니발의 이탈리아 침입에 맞서 세르빌리우스와 함께 공동집정관에 선출되었고 그해 4월 트라시메노호 전투에서 전사하였다. 그의 죽음으로 로마에서 평민파의 목소리가 줄어들고 귀족파의 세력이 커졌다.